# Mesocrapex punkikonis
Mesocrapex punkikonis är en fjärilsart som beskrevs av Matsumura 1929. Mesocrapex punkikonis ingår i släktet Mesocrapex och familjen nattflyn. Inga underarter finns listade i Catalogue of Life.